# 최고로 멋진 남자
최고로 멋진 남자는 1970년 공개된 대한민국의 영화이다.

## 배역
- 신성일
- 윤정희
- 방인자
- 김희갑